# Buzançais
Buzançais (Buzancei en occità) és una comuna francesa, situada al departament de l'Indre i a la regió de Centre-Vall del Loira. L'any 2007 tenia 4.530 habitants.

## Demografia

### Població
El 2007 la població de fet de Buzançais era de 4.530 persones. Hi havia 1.997 famílies, de les quals 700 eren unipersonals (288 homes vivint sols i 412 dones vivint soles), 697 parelles sense fills, 480 parelles amb fills i 120 famílies monoparentals amb fills.
La població ha evolucionat segons el següent gràfic:
Habitants censats

### Habitatges
El 2007 hi havia 2.516 habitatges, 2.050 eren l'habitatge principal de la família, 85 eren segones residències i 380 estaven desocupats. 2.162 eren cases i 338 eren apartaments. Dels 2.050 habitatges principals, 1.342 estaven ocupats pels seus propietaris, 655 estaven llogats i ocupats pels llogaters i 53 estaven cedits a títol gratuït; 27 tenien una cambra, 200 en tenien dues, 562 en tenien tres, 699 en tenien quatre i 563 en tenien cinc o més. 1.375 habitatges disposaven pel capbaix d'una plaça de pàrquing. A 925 habitatges hi havia un automòbil i a 761 n'hi havia dos o més.

### Piràmide de població
La piràmide de població per edats i sexe el 2009 era:
| Homes | Edats   | Dones |
| ----- | ------- | ----- |
| 0     | 95 o +  | 12    |
| 16    | 90 a 94 | 44    |
| 28    | 85 a 89 | 92    |
| 40    | 80 a 84 | 72    |
| 104   | 75 a 79 | 160   |
| 96    | 70 a 74 | 140   |
| 172   | 65 a 69 | 172   |
| 128   | 60 a 64 | 140   |
| 100   | 55 a 59 | 116   |
| 172   | 50 a 54 | 140   |
| 144   | 45 a 49 | 144   |
| 152   | 40 a 44 | 152   |
| 164   | 35 a 39 | 156   |
| 180   | 30 a 34 | 192   |
| 128   | 25 a 29 | 128   |
| 112   | 20 a 24 | 92    |
| 136   | 15 a 19 | 120   |
| 136   | 10 a 14 | 100   |
| 132   | 5 a 9   | 112   |
| 96    | 0 a 4   | 112   |

## Economia
El 2007 la població en edat de treballar era de 2.622 persones, 1.900 eren actives i 722 eren inactives. De les 1.900 persones actives 1.754 estaven ocupades (926 homes i 828 dones) i 146 estaven aturades (71 homes i 75 dones). De les 722 persones inactives 330 estaven jubilades, 170 estaven estudiant i 222 estaven classificades com a «altres inactius».

### Ingressos
El 2009 a Buzançais hi havia 2.048 unitats fiscals que integraven 4.363,5 persones, la mediana anual d'ingressos fiscals per persona era de 16.043 €.

### Activitats econòmiques
Dels 225 establiments que hi havia el 2007, 7 eren d'empreses extractives, 9 d'empreses alimentàries, 2 d'empreses de fabricació de material elèctric, 12 d'empreses de fabricació d'altres productes industrials, 26 d'empreses de construcció, 50 d'empreses de comerç i reparació d'automòbils, 7 d'empreses de transport, 13 d'empreses d'hostatgeria i restauració, 3 d'empreses d'informació i comunicació, 13 d'empreses financeres, 11 d'empreses immobiliàries, 21 d'empreses de serveis, 34 d'entitats de l'administració pública i 17 d'empreses classificades com a «altres activitats de serveis».
Dels 65 establiments de servei als particulars que hi havia el 2009, 1 era una oficina d'administració d'Hisenda pública, 1 gendarmeria, 1 oficina de correu, 5 oficines bancàries, 1 funerària, 7 tallers de reparació d'automòbils i de material agrícola, 2 tallers d'inspecció tècnica de vehicles, 3 autoescoles, 5 paletes, 5 guixaires pintors, 5 fusteries, 4 lampisteries, 2 electricistes, 1 empresa de construcció, 6 perruqueries, 1 veterinari, 1 agència de treball temporal, 8 restaurants, 3 agències immobiliàries, 1 tintoreria i 2 salons de bellesa.
Dels 25 establiments comercials que hi havia el 2009, 3 eren supermercats, 2 botiges de menys de 120 m², 5 fleques, 3 carnisseries, 1 una peixateria, 1 una llibreria, 1 una botiga de roba, 2 sabateries, 1 una sabateria, 1 una botiga de material de revestiment de parets i terra, 1 una perfumeria i 4 floristeries.
L'any 2000 a Buzançais hi havia 48 explotacions agrícoles que ocupaven un total de 2.187 hectàrees.

## Equipaments sanitaris i escolars
El 2009 hi havia 1 hospital de tractaments de curta durada, 1 hospital de tractaments de mitja durada (seguiment i rehabilitació, 1 un hospital de tractaments de llarga durada, 2 farmàcies i 2 ambulàncies.
El 2009 hi havia 1 escola maternal i 2 escoles elementals. Buzançais disposava de 2 col·legis d'educació secundària amb 666 alumnes.

## Poblacions més properes
El següent diagrama mostra les poblacions més properes.